# Woody, der Unglücksrabe
Woody, der Unglücksrabe (Originaltitel: Take the Money and Run) ist ein amerikanischer Spielfilm aus dem Jahr 1969. Der Film ist eines der ersten Mockumentaries der Spielfilmgeschichte, eine Slapstick-Komödie, die in Form einer Dokumentation aufgebaut ist.

## Handlung
Im Mittelpunkt steht die verbrecherische Karriere des Kriminellen Virgil Starkwell. Hineingeboren in ein Umfeld der Armut, muss er sich schon früh mit den Schwierigkeiten des Unterschichtmilieus auseinandersetzen. Ein ums andere Mal wird seine Brille zertreten, später auch das geliebte Cello zerstört. Deshalb beschließt er, sich einfach zu nehmen, was er will. Es wird freilich rasch klar, dass Virgil zwar voll krimineller Energie steckt, die Umsetzung seiner dreisten Pläne aber immer wieder an seinem tollpatschigen Wesen scheitert. Nach mehreren Gefängnisausbrüchen und Versuchen der Besserung wird er zu 800 Jahren Haft verurteilt. Virgil hofft, dass er bei guter Führung davon nur die Hälfte absitzen muss. Trotzdem ist sein nächster Ausbruch bereits in Planung.
Der Film orientiert sich an der antisozialen Persönlichkeitsstörung.

## Kritiken
- Lexikon des internationalen Films: Tragikomödie mit parodistischen Elementen über Leben und Milieu eines vom Pech verfolgten neurotischen Jungen aus den Slums, der sich, in den Augen des Gesetzes, zum gefährlichen Verbrecher entwickelt, in Wirklichkeit aber nur dem 'american way of life' nicht gewachsen ist. Hintergründig-amüsante Unterhaltung.[1]